# 无价之姐
《无价之姐》是芒果TV综艺节目《乘风破浪的姐姐》第一季主题曲，由孙侨志作曲，李宇春作词并演唱，2020年6月18日发行。

## 创作与发行
2020年，芒果TV推出30+女团选秀节目《乘风破浪的姐姐》，李宇春接受导演吴梦知邀请担任主题曲创意总监。确定曲风后，李宇春找出孙侨志五年前为她创作的乐曲，用三天时间完成填词。她认为每个女人、乃至每个人都是自己的无价之宝，于是为歌取名“无价之姐”。
《無價之姐》時長3分04秒，曲风為电子流行，间奏部分使用复古主旋律音色和旋律线条，副歌部分则加入魔性的吉他循环。陈伟伦擔任歌曲製作人，孫僑志負責作曲，张博負責混音，创意总监、作詞及演唱人皆為李宇春。
6月17日，节目组发布15秒抢先听片段。次日，歌曲正式上线。在9月4日直播的《乘风破浪的姐姐》成团之夜中，李宇春与30位节目选手共同表演歌曲。

## 商業表現
《无价之姐》在商業上有不錯的表現，歌曲在“由你音乐榜”上的六周时间内位居前七，其中两周蝉联前三。

## 反响
《无价之姐》发表后，微博舞蹈、微博综艺与《乘风破浪的姐姐》联合发起“姐姐舞挑战赛”，节目选手相继上传各自的舞蹈视频。歌曲在短时间内爆红，吸引人们加入到翻跳的行列，并成为热门广场舞曲目。改编版本陆续出现，例如海南铁路女警版《无价之姐》、四川省人民医院推出的《乘风破浪的医生姐姐》。
歌曲在國外也獲得不少關注，包含德国健身博主帕梅拉·赖夫、韩国组合SEVENTEEN和日本吉祥物熊本熊都曾翻跳過《无价之姐》。

## 创作者
以下内容整理自QQ音乐：
- 词：李宇春
- 曲：孙侨志 (KELZIE)
- 制作人：陈伟伦
- 编曲：陈伟伦
- 录音：李杨@55TEC
- 混音：张博

## 奖项
| 年份   | 單位              | 獎項             | 結果 |
| ------ | ----------------- | ---------------- | ---- |
| 2020年 | 中国歌曲TOP排行榜 | 年度最受欢迎歌曲 | 提名 |